# 知覧城
知覧城（ちらんじょう）は、鹿児島県南九州市知覧町永里にあった日本の城（中世山城）。国の史跡に指定されている。

## 沿革
初めてここに城を構えたのは平安時代末期の頃の郡司・知覧忠信と言われる。室町時代、足利尊氏の下文によって島津忠宗の三男・佐多忠光がこの地の領主となった。その後、島津氏の内訌に伴い一時伊集院頼久一族の配下となったが、1420年（応永27年）、島津久豊が伊集院一族からこの城を取り返し、再び佐多氏の居城となった。その後、文禄検地等で多少の異動はあったものの、佐多氏は幕末まで知覧領主であった。しかし、11代当主・佐多久達の時に知覧城は原因不明の出火で炎上し、一国一城令発令前に知覧城は実質上廃城となった。
2017年（平成29年）4月6日、続日本100名城（198番）に選定された。

## 遺構・遺物
上記のように火災のために当時の建造物は全く残っていない。そのかわり、その後ほとんど手が入れられなかったため南九州中世城郭の典型例を残している。
シラス台地を利用した南北800メートル、東西900メートル、面積45万平方メートルという壮大な城郭で、大きな谷を空堀として利用し、本丸以外の曲輪は二重の深い空堀で更に囲まれていた。中核となる「本丸」の他「今城」「蔵の城」「弓場城」などの曲輪と「式部殿城」「児城」「東之栫」「西之栫」「南之栫」「伊豆殿屋敷」等の出城から成り立っていた。
近年の発掘調査で15世紀-16世紀の中国陶磁や洪武通宝、東南アジアで生産された陶器が出土した。